# Заслуженный работник оборонно-промышленного комплекса Российской Федерации
«Заслу́женный рабо́тник оборо́нно-промы́шленного ко́мплекса Росси́йской Федера́ции» — почётное звание, входящее в систему государственных наград Российской Федерации.

## Основания для присвоения
Звание «Заслуженный работник оборонно-промышленного комплекса Российской Федерации» присваивается работникам организаций оборонно-промышленного комплекса и иным гражданам, обеспечивающим выполнение государственной программы и государственного оборонного заказа, осуществляющим выработку и реализацию государственной политики в сфере оборонно-промышленного комплекса (ОПК), военно-технического обеспечения обороны страны и безопасности государства, за личные заслуги:
- Разработка, создание, внедрение современных образцов вооружения;
- Выполнение с опережением графика производственных заданий;
- Разработка и реализация комплексных мер, направленных на обеспечение инновационного развития ОПК;
- Выработка и реализация государственной политики в сфере ОПК;
- Достижение иных значимых результатов в сфере оборонно-промышленного комплекса.

Почётное звание «Заслуженный работник оборонно-промышленного комплекса Российской Федерации» присваивается, как правило, не ранее чем через 20 лет с начала осуществления профессиональной  деятельности (работникам, занятым на работах с особо вредными и особо тяжелыми условиями труда или работах с вредными и тяжелыми условиями труда, - не ранее чем через 15 лет) и при наличии у представленного к награде лица отраслевых наград (поощрений) федеральных органов государственной власти, иных федеральных государственных органов, органов государственной власти субъектов Российской Федерации или государственных корпораций, обеспечивающих выполнение государственной программы вооружения и государственного оборонного заказа.

## Порядок присвоения
Почётные звания Российской Федерации присваиваются указами Президента Российской Федерации на основании представлений, внесённых президенту по результатам рассмотрения ходатайства о награждении и предложения Комиссии при Президенте Российской Федерации по государственным наградам.

## История звания
Почётное звание «Заслуженный работник оборонно-промышленного комплекса Российской Федерации» установлено Указом Президента Российской Федерации от 9 августа 2023 года № 604 «Об установлении почетного звания "Заслуженный работник оборонно-промышленного комплекса Российской Федерации"».
В настоящем виде Положение о почётном звании утверждено Указом Президента Российской Федерации от 7 сентября 2010 года № 1099 «О мерах по совершенствованию государственной наградной системы Российской Федерации».